# 拉斐爾·斯巴格
拉斐爾·斯巴格（英語：Raphael Sbarge，1964年2月12日—）是美國的一位演員和配音演員。他出生在紐約市的一個藝術家聽，母親是為化妝設計師，父親是一位藝術家、作家和導演。他的名字取自於文藝復興時期藝術家拉斐爾。

## 外部連結
- 互聯網百老匯資料庫（IBDB）上拉斐爾·斯巴格的資料（英文）
- 拉斐爾·斯巴格在互联网电影资料库（IMDb）上的資料（英文）
- RaphaelSbarge.com, Official website （页面存档备份，存于）
- LLA Archives entry